# Plavání na mistrovství světa v plaveckých sportech 1982
Závody v plavání v olympijském 50 m bazénu na mistrovství světa v plaveckých sportech za rok 1982 proběhly v Guayaquilu, Ekvádor ve dnech 29. července až 8. srpna 1982.

## Výsledky

### Individuální disciplíny
| Muži                 | Zlato                         | Zlato    | Stříbro                                                | Stříbro  | Bronz                       | Bronz    |
| -------------------- | ----------------------------- | -------- | ------------------------------------------------------ | -------- | --------------------------- | -------- |
| 100 m volný způsob   | Jörg Woithe (GDR)             | 50,18    | Ambrose Gaines (USA)                                   | 50,21    | Per Johansson (SWE)         | 50,25    |
| 200 m volný způsob   | Michael Gross (FRG)           | 1:49,84  | Ambrose Gaines (USA)                                   | 1:49,92  | Jörg Woithe (GDR)           | 1:50,71  |
| 400 m volný způsob   | Vladimir Salnikov (URS)       | 3:51,30  | Svjatoslav Semjonov (URS)                              | 3:51,43  | Sven Lodziewski (GDR)       | 3:51,84  |
| 1500 m volný způsob  | Vladimir Salnikov (URS)       | 15:01,77 | Svjatoslav Semjonov (URS)                              | 15:05,54 | Darjan Petrič (YUG)         | 15:10,20 |
| 100 m znak           | Dirk Richter (GDR)            | 55,95    | Richard Carey (USA)                                    | 56,04    | Vladimir Šemetov (URS)      | 56,42    |
| 200 m znak           | Richard Carey (USA)           | 2:00,82  | Sándor Wladár (HUN)                                    | 2:01,31  | Frank Baltrusch (GDR)       | 2:01,51  |
| 100 m motýlek        | Matthew Gribble (USA)         | 53,88    | Michael Gross (FRG)                                    | 54,26    | Bengt Baron (SWE)           | 54,47    |
| 200 m motýlek        | Michael Gross (FRG)           | 1:58,85  | Serhij Fesenko (URS)                                   | 1:59,91  | Craig Beardsley (USA)       | 2:00,08  |
| 100 m prsa           | Stephen Lundquist (USA)       | 1:02,75  | Victor Davis (CAN)                                     | 1:02,82  | John Moffet (USA)           | 1:03,13  |
| 200 m prsa           | Victor Davis (CAN)            | 2:14,77  | Robertas Žulpa (URS)                                   | 2:16,68  | John Moffet (USA)           | 2:18,54  |
| 200 m polohový závod | Oleksandr Sydorenko (URS)     | 2:03,30  | William Barrett (USA)                                  | 2:03,49  | Giovanni Franceschi (ITA)   | 2:04,65  |
| 400 m polohový závod | Ricardo Prado (BRA)           | 4:19,78  | Jens-Peter Berndt (GDR)                                | 4:23,02  | Serhij Fesenko (URS)        | 4:23,29  |
| Ženy                 | Zlato                         | Zlato    | Stříbro                                                | Stříbro  | Bronz                       | Bronz    |
| 100 m volný způsob   | Birgit Meinekeová (GDR)       | 55,79    | Annemarie Verstappenová (NED)                          | 55,87    | Gillian Sterkelová (USA)    | 56,27    |
| 200 m volný způsob   | Annemarie Verstappenová (NED) | 1:59,53  | Birgit Meinekeová (GDR)                                | 2:00,67  | Annelies Maasová (NED)      | 2:00,84  |
| 400 m volný způsob   | Carmela Schmidtová (GDR)      | 4:08,98  | Petra Schneiderová (GDR)                               | 4:10,08  | Tiffany Cohenová (USA)      | 4:11,85  |
| 800 m volný způsob   | Kimberley Linehanová (USA)    | 8:27,48  | Jacquelene Willmottová (GBR)                           | 8:32,61  | Carmela Schmidtová (GDR)    | 8:33,67  |
| 100 m znak           | Kristin Ottová (GDR)          | 1:01,30  | Ina Kleberová (GDR)                                    | 1:01,47  | Susan Walshová (USA)        | 1:02,86  |
| 200 m znak           | Cornelia Sirchová (GDR)       | 2:09,91  | Georgina Parkesová (AUS)                               | 2:14,96  | Carmen Bunaciuová (ROU)     | 2:15,40  |
| 100 m motýlek        | Mary T. Meagherová (USA)      | 59,41    | Ines Geißlerová (GDR)                                  | 1:00,36  | Melanie Buddemeyerová (USA) | 1:00,40  |
| 200 m motýlek        | Ines Geißlerová (GDR)         | 2:08,66  | Mary T. Meagherová (USA)                               | 2:09,76  | Heike Dähneová (GDR)        | 2:10,29  |
| 100 m prsa           | Ute Gewenigerová (GDR)        | 1:09,14  | Anne Ottenbriteová (CAN) Kimberly Rhodenbaughová (USA) | 1:11,03  | —                           | —        |
| 200 m prsa           | Svetlana Varganovová (URS)    | 2:28,82  | Ute Gewenigerová (GDR)                                 | 2:29,71  | Anne Ottenbriteová (CAN)    | 2:33,05  |
| 200 m polohový závod | Petra Schneiderová (GDR)      | 2:11,79  | Ute Gewenigerová (GDR)                                 | 2:13,38  | Tracy Caulkinsová (USA)     | 2:15,91  |
| 400 m polohový závod | Petra Schneiderová (GDR)      | 4:36,10  | Kathleen Nordová (GDR)                                 | 4:43,51  | Tracy Caulkinsová (USA)     | 4:44,64  |

### Štafety
| Muži                   | Zlato | Zlato   | Stříbro | Stříbro | Bronz | Bronz   |
| ---------------------- | --- | ------- | --- | ------- | --- | ------- |
| 4×100 m volný způsob   | USA (USA) (Christopher Cavanaugh, Robin Leamy, David McCagg, Ambrose Gaines, (r)William Barrett, (r)Tom Jager, (r)Richard Saeger, (r)Matthew Gribble)        | 3:19,26 | Sovětský svaz (URS) (Sergej Krasjuk, Alexej Filonov, Sergej Smirjagin, Alexej Markovskij) | 3:21,78 | Švédsko (SWE) (Per Johansson, Bengt Baron, Per Holmertz, Per Wikström, (r)Michael Söderlund, (r)Per-Alvar Magnusson)                            | 3:22,15 |
| 4×200 m volný způsob   | USA (USA) (Richard Saeger, Jeffrey Float, Kyle Miller, Ambrose Gaines, (r)Douglas Towne, (r)Samuel Worden)                                                   | 7:21,09 | Sovětský svaz (URS) (Vladimir Šemetov, Ivar Stukolkin, Vladimir Salnikov, Alexej Filonov, (r)Sergej Krasjuk, (r)Svjatoslav Semjonov, (r)Andrej Krylov)                                       | 7:24,91 | Západní Německo (FRG) (Andreas Schmidt, Dirk Korthals, Rainer Henkel, Michael Gross, (r)Peter Knust, (r)Andreas Schmidt)                        | 7:25,46 |
| 4×100 m polohový závod | USA (USA) (Richard Carey, Stephen Lundquist, Matthew Gribble, Ambrose Gaines, (r)Clay Britt, (r)John Moffet, (r)Christopher Rives, (r)Christopher Cavanaugh) | 3:40,84 | Sovětský svaz (URS) (Vladimir Šemetov, Jurij Kis, Alexej Markovskij, Sergej Smirjagin, (r)Sergej Krasjuk)                                                                                    | 3:42,86 | Západní Německo (FRG) (Stefan Peter, Gerald Mörken, Michael Gross, Andreas Schmidt)                                                             | 3:44,78 |
| Ženy                   | Zlato | Zlato   | Stříbro | Stříbro | Bronz | Bronz   |
| 4×100 m volný způsob   | Východní Německo (GDR) (Birgit Meinekeová, Susanne Linková, Kristin Ottová, Caren Metschucková, (r)Kathleen Nordová)                                         | 3:43,97 | USA (USA) (Susan Haberniggová, Kathleen Treibleová, Elisabeth Washutová, Gillian Sterkelová, (r)Marybeth Linzmeierová, (r)Julie Williamsová, (r)Tracy Caulkinsová)                           | 3:45,76 | Nizozemsko (NED) (Annemarie Verstappenová, Annelies Maasová, Wilma van Velsenová, Cornelia van Bentumová, (r)Dirkje Reijersová)                 | 3:45,96 |
| 4×100 m polohový závod | Východní Německo (GDR) (Kristin Ottová, Ute Gewenigerová, Ines Geißlerová, Birgit Meinekeová, (r)Silke Hörnerová)                                            | 4:05,88 | USA (USA) (Susan Walshová, Kimberley Rhodenbaughová, Mary T. Meagherová, Gillian Sterkelová, (r)Elizabeth Kinkeadová, (r)Jeanne Childsová, (r)Melanie Buddemeyerová, (r)Kathleen Treibleová) | 4:08,12 | Sovětský svaz (URS) (Larisa Gorčakovová, Svetlana Varganovová, Natalija Pokasová, Irina Gerasimovová, (r)Larisa Belokonová, (r)Inna Abramovová) | 4:12,36 |

## Medailová bilance
V plavání se rozdělilo celkem 29 sad medailí.
| Pořadí | Stát                                   |       | Muži    | Muži  | Muži  |         | Ženy  | Ženy  | Ženy    |       | Muži + Ženy | Muži + Ženy | Muži + Ženy | Celkem |
| Pořadí | Stát                                   | Zlato | Stříbro | Bronz | Zlato | Stříbro | Bronz | Zlato | Stříbro | Bronz |             |             |             | Celkem |
| ------ | -------------------------------------- | ----- | ------- | ----- | ----- | ------- | ----- | ----- | ------- | ----- | ----------- | ----------- | ----------- | ------ |
| 1.     | Východní Německo (GDR)                 |       | 2       | 1     | 3     |         | 10    | 7     | 2       |       | 12          | 8           | 5           | 25     |
| 2.     | USA (USA)                              |       | 6       | 4     | 3     |         | 2     | 4     | 6       |       | 8           | 8           | 9           | 25     |
| 3.     | Sovětský svaz (URS)                    |       | 3       | 7     | 2     |         | 1     | 0     | 1       |       | 4           | 7           | 3           | 14     |
| 4.     | Západní Německo (FRG)                  |       | 2       | 1     | 2     |         | 0     | 0     | 0       |       | 2           | 1           | 2           | 5      |
| 5.     | Kanada (CAN)                           |       | 1       | 1     | 0     |         | 0     | 1     | 1       |       | 1           | 2           | 1           | 4      |
| 6.     | Nizozemsko (NED)                       |       | 0       | 0     | 0     |         | 1     | 1     | 2       |       | 1           | 1           | 2           | 4      |
| 7.     | Brazílie (BRA)                         |       | 1       | 0     | 0     |         | 0     | 0     | 0       |       | 1           | 0           | 0           | 1      |
| 8.     | Maďarská lidová republika (HUN)        |       | 0       | 1     | 0     |         | 0     | 0     | 0       |       | 0           | 1           | 0           | 1      |
| 8.     | Spojené království (GBR)               |       | 0       | 0     | 0     |         | 0     | 1     | 0       |       | 0           | 1           | 0           | 1      |
| 8.     | Austrálie (AUS)                        |       | 0       | 0     | 0     |         | 0     | 1     | 0       |       | 0           | 1           | 0           | 1      |
| 11.    | Švédsko (SWE)                          |       | 0       | 0     | 3     |         | 0     | 0     | 0       |       | 0           | 0           | 3           | 3      |
| 12.    | Jugoslávie (YUG)                       |       | 0       | 0     | 1     |         | 0     | 0     | 0       |       | 0           | 0           | 1           | 1      |
| 12.    | Itálie (ITA)                           |       | 0       | 0     | 1     |         | 0     | 0     | 0       |       | 0           | 0           | 1           | 1      |
| 12.    | Rumunská socialistická republika (ROU) |       | 0       | 0     | 0     |         | 0     | 0     | 1       |       | 0           | 0           | 1           | 1      |
| Celkem | Celkem                                 |       | 15      | 15    | 15    |         | 14    | 15    | 13      |       | 29          | 30          | 28          | 87     |